# Badakodanda
Badakodanda es una ciudad censal situada en el distrito de Ganjam en el estado de Odisha (India). Su población es de 5137 habitantes (2011). Se encuentra a  86 km de Brahmapur y a 148 km de Bhubaneswar.

## Demografía
Según el censo de 2011 la población de Badakodanda era de 5137 habitantes, de los cuales 2618 eran hombres y 2519 eran mujeres. Badakodanda tiene una tasa media de alfabetización del 72,26%, inferior a la media estatal del 72,87%: la alfabetización masculina es del 80,89%, y la alfabetización femenina del 63,40%.